# Karen Moe
Pour les articles homonymes, voir Moe.
Karen Patricia Moe, née le 22 janvier 1953 aux Philippines, est une nageuse américaine.

## Biographie
En 1971, elle réalise la deuxième meilleure performance mondiale en 200 mètres dos et en 200 mètres papillon.
Aux Jeux olympiques d'été de 1972 à Munich, Karen Moe remporte la médaille d'or sur 200 mètres papillon. De plus, elle termine quatrième de la finale du 100 mètres dos.
En 1976 à Montréal, l'Américaine se classe quatrième à l'issue de la finale olympique du 200 mètres papillon.
Elle devient, après sa retraite sportive, entraîneuse de natation. Elle est admise au sein de l'International Swimming Hall of Fame en 1992.